# Homebush (Queensland)

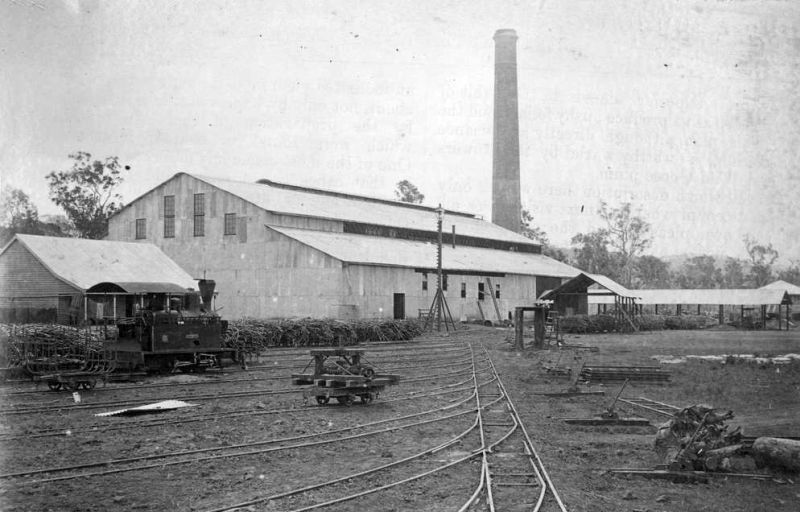
Homebush Mill, um 1883

Homebush ist eine Siedlung im australischen Bundesstaat Queensland.

## Geschichte
Der Name Homebush ist vom Namen einer Farm abgeleitet, die um 1866 von John Walker betrieben wurde. Das Postamt Homebush wurde am 5. Dezember 1883 eröffnet und am 31. Dezember 1976 geschlossen. Die Zuckerfabrik wurde 1883 eröffnet und 1922 geschlossen.

## Decauville-Bahn der ZuckerfabrikHomebush Mill
Die Zuckerfabrik Homebush Mill importierte aus Frankreich die Decauville-Lokomotiven Nr. 16–18 und 24, 25 und 39 sowie vorgefertigte Decauville-Gleisjoche für eine 52 km lange Strecke mit einer Spurweite von 600 mm. Die Lokomotiven hießen 'Petit-Bourg', 'Fives-Lille' und 'Panama'. Sie wurden von Paul Decauvilles jüngerem Bruder Emil Decauville auf der Homebush Plantation in Australien in Betrieb genommen:
Eine der Lokomotiven konnte dank des in ihrem Tender mitgeführten Wassers und Brennstoffs einen Zug von 15 Tonnen Gewicht in einem Zeitraum von 2 Stunden über eine Strecke von 40 km befördern ohne anzuhalten. Eine der Lokomotiven wurde vor der Auslieferung in Petit-Bourg auf Schienen mit einem Metergewicht von 9,5 kg/m zum Sammeln von Erfahrungen mit einem kompletten Zug von Wagen der 1., 2. und 3. Klasse eingesetzt.
| Hersteller-Nr.   | Baujahr | Bauart | Spurweite | Leer- gewicht | Dienst- gewicht | Name                     | Betreiber                                       | Fotos |
| ---------------- | ------- | ------ | --------- | ------------- | --------------- | ------------------------ | ----------------------------------------------- | --- |
| Decauville N° 16 | Um 1883 | B n2t  | 600 mm    | 6 t           | 7,5 t           | Petit-Bourg              | Cie Anglaise des Sucreries d’Australie (1. Lok) | [ 6 ] [ 7 ] [ 8 ] |
| Decauville N° 17 | Um 1883 | B n2t  | 600 mm    | 6 t           | 7,5 t           | Fives-Lille              | Cie Anglaise des Sucreries d’Australie (2. Lok) | [ 9 ] [ 6 ] [ 7 ] [ 8 ] [ 10 ] |
| Decauville N° 18 | 1883    | B n2   | 600 mm    | 5–6 t         | 6,5–7,5 t       | Panama                   | Cie Anglaise des Sucreries d’Australie (3. Lok) | [ 6 ] [ 7 ] [ 12 ] |
| Decauville N° 24 | Um 1884 | B n2t  | 600 mm    | 6 t           | 7,5 t           | Van de Velde später Knox | Cie Anglaise des Sucreries d’Australie (4. Lok) | [ 9 ] [ 6 ] [ 7 ] |
| Decauville N° 25 | Um 1884 | B n2t  | 600 mm    | 6 t           | 7,5 t           | Kidd                     | Cie Anglaise des Sucreries d’Australie (5. Lok) | Feldbahn von Bau Levu oberhalb von Nausori, Fidschi. Couillet N° 736/1884. Wurde 2011 am Dorfrand von Nacokaika ausgegraben und anschließend verschrottet. |
| Decauville N° 39 | Um 1885 | B n2t  | 750 mm    | 6 t           | 7,5 t           | General Gordon           | Cie Anglaise des Sucreries d’Australie (6. Lok) | Lautoka Mill der Colonial Sugar Refining Company, Fidschi                                                                                                  |